# 90210: Новое поколение
«90210: Новое поколение» (англ. 90210) — американский молодёжный телесериал, представляющий собой спин-офф оригинального сериала 1990 года «Беверли-Хиллз, 90210». На ранней стадии разработкой проекта занимался Роб Томас — создатель сериала «Вероника Марс», затем шоу полностью легло на плечи Джеффа Джуды и Гэйба Сакса, переписавших сценарий Томаса и занявших кресла исполнительных продюсеров. Начиная со второго сезона, главным исполнительным продюсером и шоураннером стала Ребекка Синклэр, работавшая над сериалами «Девочки Гилмор» и «Баффи — истребительница вампиров». Патти Карр и Лара Олсен заняли место Синклэр в качестве исполнительных продюсеров четвёртого сезона.
Сериал представляет собой уже третье продолжение во вселенной персонажей «Беверли-Хиллз, 90210», созданного Дарреном Старом (после «Мелроуз-Плейс» и «Агентство моделей»). Шоу стало первым произведённым компанией CBS Productions после перемен в руководстве, и сейчас оно производится подразделением CBS Television Studios. Сериал транслировался с двухчасовой премьеры на канале The CW со 2 сентября 2008 года.
Сюжет рассказывает о Гарри Уилсоне, который перевозит жену Дебби, родную дочь Энни и приёмного сына Диксона из Канзаса в Лос-Анджелес. В Школе Западного Беверли-Хиллз — директором которой стал Гарри — появятся дети разных рас и религий, большинство учеников будут жить в обычных (по меркам богатого Беверли-Хиллз) домах, появятся свои лидеры и изгои, с новыми героями вернутся старые проблемы. Среди приглашённых звёзд первых 4 эпизодов актёры оригинального шоу — Дженни Гарт, Шеннен Доэрти, Джо И. Тата и Энн Гилеспи. В середине сезона в нескольких эпизодах снялась Тори Спеллинг в роли Донны Мартин, а Джейсон Пристли срежиссировал 18-ю серию первого сезона.
Премьера второго сезона состоялась 8 сентября 2009 года, а с 13 сентября 2010 по 16 мая 2011 года в США транслировался третий сезон, эпизоды которого выходили по понедельникам, а не вторникам как в течение двух предыдущих сезонов. Премьера четвёртого сезона состоялась 13 сентября 2011 года. 3 мая 2012 стало известно, что сериал официально продлили на пятый сезон — с октября 2012 сериал перенесли на понедельник в 20:00 перед новыми эпизодами сокращённого финального сезона «Сплетницы», которую с января 2013 в эфире заменило шоу «Дневники Кэрри». В пятом сезоне 22 эпизода.
28 февраля 2013 года канал официально закрыл сериал из-за низких рейтингов. Последний эпизод шоу вышел в эфир 13 мая 2013 года.

## Сюжет

### Сезон 1
Первый сезон знакомит зрителей с Диксоном и Энни Уилсон, братом и сестрой, чей отец Гарри переехал вместе с женой Дэбби в Беверли-Хиллз, где живёт его мать, актриса Табита. Гарри занимает должность директора школы Западного Беверли, в которой раньше учился вместе со школьным психологом Келли Тейлор. Ребята быстро заводят новые знакомства: Энни подружилась с младшей сестрой Келли, Эйрин «Сильвер», а также находится в постоянном состоянии дружбы на грани войны с самой популярной девочкой в школе, Наоми Кларк. Лучшим другом Диксона становится Навид Ширази, местный журналист и «свой парень», а также Итаном Уордом, парнем Наоми, у которого появились чувства к Энни.
Между тем, у Энни возникает вражда со школьной дивой, девочкой-звездой и лучшей подругой Наоми, наркоманкой Адрианной, когда театральный кружок собирается ставить мюзикл «Весеннее пробуждение». Много лет назад ещё в школе, Гарри встречался с матерью Наоми, Трейси, и та родила от него сына, которого отдала в приёмную семью. Между тем, молодой преподаватель английского, Райан Мэттьюз пытается ухаживать за Келли, но она всё ещё не разобралась с Диланом, от которого родила сына Сэмми.

### Сезон 2
Во втором сезоне война Энни и Наоми набирает новые обороты — Наоми уверена, что это Энни переспала с новым учеником Лиамом Куртом, который так ей нравился. Сам Лиам боится сказать правду Наоми, так как его шантажирует её сестра Джен — именно с ней он провёл вечер. К тому же все обижены на Энни за то, что она сдала вечеринку с алкоголем полицейским. В итоге, Энни становится изгоем и начинает встречаться с наркодилером Джаспером Германом, племянником того бездомного, которого Энни сбила на машине.
Навид как никогда влюблён в Адрианну, но девушка предпочитает ему Тэдди Монтгомери — звезду-теннисиста и своего первого парня. Вскоре Адрианна осознаёт ошибку, но Навид начал встречаться с милой Лайлой. Адрианна решает обратиться к музыке и быстро добивается успеха благодаря поддержке лесбиянки Джии, с которой у девушки начинается короткий роман. После того, как Джиа изменяет ей, у Эйд завязываются отношения с певцом Диего Луной, с которым она записала дуэт.
Сильвер хочет вернуть Диксона, но он увлечён романом с девушкой по имени Саша, которая значительно старше него. После того, как Дебби выясняет, что Саша выдумала историю с беременностью, Диксон порывает с женщиной. Между тем, Сильвер и Тэдди влечёт друг к другу, но на их пути становится властный отец юноши. Наоми наконец прощает Лиама и Энни, но лишь затем, чтобы погрузиться в собственные проблемы и оттолкнуть от себя Лиама. В конце концов, у него возникают чувства к Энни, а Наоми становится жертвой насилия со стороны своего учителя, мистера Кэннона.

### Сезон 3
Третий сезон рассказывает о жизни главных героев в выпускном классе. К Айви приезжает друг ей детства, Оскар, который в тайне мечтает отомстить матери девушки, Лорел, которая разрушила его семью. В итоге, Оскар соблазняет и дочь, и мать, тем самым ставя под удар отношений Айви с Диксоном. Джен родила сына Джека от Райана, но вскоре бросает малыша, решив, что из неё получится плохая мать — в этот момент Райан находит поддержку в лице Дэбби, недавно разведённой с Гарри. Энни начинает стажировку в театральном агентстве и отношения с молодым человеком по имени Чарли, оказавшимся сводным братом Лиама — девочка оказывается между двумя огнями, так как непростые отношения братьев усложнило ещё и то, что они влюблены в одну девушку.
Наоми скрывает ото всех произошедшее с ней, но вскоре находит в себе силы выдвинуть обвинения против Кэннона, улики против которого помогает ей найти Оскар. Кэннон неожиданно появляется в квартире Наоми и берёт её и Сильвер в заложницы. Однако им удаётся спастись, и Кэннон отправляется в тюрьму. Чтобы залечить душевные раны, Наоми много времени проводит с духовным лидером гуру Соной, которая, в итоге, пытается украсть у неё деньги. В последний год обучения Наоми знакомится с ботаном Максом, и девушка с удивлением понимает, что сильно влюбилась в него. После расставания с Диксоном, Айви начинает встречаться с парнем по имени Радж, который болен раком. Вскоре после церемонии вручения дипломов, пара играет свадьбу в индийском стиле. Тэдди расстаётся с Сильвер, когда понимает, что он — гей. После болезненного признания друзьям и окружающим, юноша готов смириться с тем, кто он есть.
Адрианна находится на волне успеха — попав в аварию, в которой погибает известный поп-исполнитель Хавьер Луна, девушка крадёт тетрадь с его неизвестными песнями и выдаёт одну из композиций за свою. Когда об этом узнаёт дядя Хавьера, Виктор, он начинает шантажировать девушку и против ей воли становится её менеджером. Однако когда Эйд понимает, что финансовый успех зависит полностью от неё, она выходит из подчинения. Пока Адрианна страдает звёздной болезнью, Навид, переживающий трудные времени из-за происходящего с его отцом, сближается с Сильвер, и молодые люди держат в тайне свой роман. Когда же Адрианна узнаёт об этом, она подменяет лекарства Сильвер, провоцируя новый срыв на фоне биполярного расстройства. Вскоре Виктор рассказывает прессе о том, что Адрианна украла песни у Хавьера, а друзья узнают об ужасном поступке Адрианны.

### Сезон 4
События четвёртого сезона начинаются в последние летние дни героев как школьников. Наоми расстаётся с Максом. Она отдаёт все силы и энтузиазм, чтобы впечатлить девушек одной из сестринских общин в Калифорнийском университете. Однако терпит неудачу, понимая, что девушки насмехаются над ней и становится президентом собственного клуба, куда вошли самые непопулярные студентки университета. Она покупает большой дом для себя и друзей и знакомится с сыном бывших владельцев — ковбоем Остином. Выясняется, что он встречается с Холли — главой соперничающего клуба. В какой-то момент Наоми понимает, что она разрывается между чувствами к Остину и вернувшемуся в её жизнь Максу. После серии мелодраматичных и забавных ситуаций Наоми налаживает личную жизнь и мирится с Холли. Когда к Наоми приезжает её сестра Джен, девушки начинают борьбу за сердце и внимание молодого плейбоя-миллионера Пи-Джея. Вскоре Наоми и Пи-Джей обручаются, но девушка узнаёт, что молодой человек не любит её и преследует корыстные цели — пара расстаётся. Наоми решает заняться организацией мероприятий — будущим мужем её первой клиентки Мэдисон оказывается Макс. Наоми признаётся ему в чувствах, и прямо во время свадебной церемонии он бросает Мэдисон.
Энни получает наследство и думает, как распорядиться деньгами. Она знакомится с молодым священником Калебом — у них начинается короткий роман, который заканчивается из-за угрызений, которые они оба испытывают. Диксон занимается своей музыкальной карьерой и решает не поступать в университет, чем очень расстраивает Энни. Между Диксоном и Адрианной завязывается роман, а также они вместе пишут музыку. Вскоре Диксон получает предложение от звукозаписывающей студии, но боссы не хотят сотрудничать с Адрианной. Расстроенная Эйд бросается Диксона. Тогда Остин предлагает девушке помочь с её музыкальной карьерой в качестве кантри-певицы. Между тем, Диксон хочет вернуть Адрианну, но, возвращаясь домой с гастролей, юноша попадает в страшную автомобильную аварию.
Лиам возвращается в город и делает предложение Энни, но девушка отказывает ему. Расстроенный и пьяный Лиам покупает пляжный бар и начинает встречаться с молодой вдовой, которую встретил этим летом. Однако роман заканчивается расставанием — возвращается муж девушки, с которым Лиам работал на лодке и который считался погибшим. Вскоре Лиам попадает в аварию — так он знакомится с таинственной Ванесса. У них начинается роман, а девушка, кроме того, становится менеджером Лиама, «раскручивая» его как актёра и модель. После очередного конфликта Ванесса крадёт деньги у Лиама и исчезает.
Сильвер и Навид живут вместе, а юноша пытается начать собственный бизнес. В какой-то момент он вынужден заняться воспитанием младшей сестры Лейлы. Различные противоречия приводят к расставанию молодых людей. Сильвер начинает встречаться с мужчиной старшей неё и понимает, что его приёмная дочь — дочь Адрианны, которую девушка отдала сразу после родов. Кроме того, Сильвер узнаёт, что у неё рак груди, от которого умерла её мать Джеки. Понимая, что может умереть, Сильвер решает родить ребёнка — она просит Тедди стать отцом её будущего малыша. Сам Тедди переживает свои сложности — он собирается признаться отцу в своей гомосексуальности. Страх перед болезнью сближает Лиама и Сильвер — у них начинается роман, что вызывает ревность Навида. Он хочет вернуться к Сильвер, но девушка не знает, кого выбрать — Навида или Лиама. В конце концов, она решает вернуться к Навиду.
Айви переживает трудные времена, пытаясь смириться с болезнью Раджа. Молодые люди расстаются, но через некоторое время судьба сводит их снова — Диксон случайно встречает Раджа в больнице и узнаёт, что он умирает. После смерти Раджа Айви впадает в депрессию и начинает злоупотреблять марихуаной. неожиданным спасением для девушки становится знакомство с эмигрантом по имени Диего. У них начинается роман. Когда его депортируют в Мексику, Айви решает уехать вместе с возлюбленным.

### Сезон 5
Диксон пытается наладить свою жизнь после аварии. на групповой терапией он знакомится с девушкой по имени Меган и понимает, что её отец погиб в той самой аварии, в которой пострадал он сам. Между тем, Энни встречает молодого человека, прикованного к инвалидной коляске, по имени Райли — между ними начинается роман. Адрианна пытается быть рядом с Диксоном в трудные для него времена, но у них ничего не получается. Адрианна концентрируется на своей карьере. После несчастного случая во время концерта, в котором чуть не погибла Эйд, Навид понимает, что хочет быть с ней.
Наоми и Макс готовятся к свадьбе, и девушкой знакомится с лучшим другом и бизнес-партнёром Макса, Алеком. Он всячески саботирует отношения друга с Наоми. Вскоре девушка узнаёт, что Алек тайно влюблён в неё. Не справившись с ситуацией, Макс бросает Наоми. Вскоре у девушки начинается роман с Джорданом, и они улетают в Вашингтон.
Привыкая к студенческой жизни Энни заводит новых друзей и каким-то образом оказывается втянутой в мир эскорт-услуг: мужчина значительно старше неё и который нравился Энни, предлагает отдаёт девушке деньги. Обдумывая произошедшее, Энни начинает вести анонимный блог в Интернете, который привлекает внимание издательство, и по мотивам её статей выходит книга.
Переживая из-за расставания с Сильвер, Лиам напивается и случайно поджигает свой бар. Он скрывает от страховой компании, что сам является причиной пожара. Однако Ванесса вновь появляется в его жизни и начинает шантажировать юношу. Во время одной из ссора Ванесса падает с балкона, однако Лиам не находит девушку на месте падения, полиция начинает её поиски. Лиам записывается на бизнес-курсы и хочет вернуться к Энни. Однако у него может не быть шанса признаться в любви девушке — Энни собирается улететь в Вашингтон вместе с Наоми.
Сильвер готовится стать матерью и решает, что должна успеть воплотить в жизнь все свои безумные мечты — в том числе сделать фото-сессию в стиле «ню» и выступить с номером в стиле «бурлеск». Однако вскоре её фото утекают в Интернет. Разобраться с этой проблемой ей помогает новый друг Энни, Коллин. Вскоре врачи сообщают Сильвер, что у неё рак — однако благодаря поддержке Диксона, она не намерена сдаваться.

## Кастинг
| Основной состав   | Основной состав      | Основной состав | Основной состав                          | Основной состав | Основной состав                           |
| Актёр             | Персонаж             | Годы            | Сезоны                                   | Кол-во эпизодов | Примечания                                |
| ----------------- | -------------------- | --------------- | ---------------------------------------- | --------------- | ----------------------------------------- |
| Шеней Граймс      | Энни Уилсон          | 2008-2013       | сезоны 1-5 (о)                           | 114             | [ 25 ]                                    |
| Тристан Уайлдз    | Диксон Уилсон        | 2008-2013       | сезоны 1-5 (о)                           | 114             | [ 25 ]                                    |
| Анна-Линн МакКорд | Наоми Кларк          | 2008-2013       | сезоны 1-5 (о)                           | 114             | [ 25 ]                                    |
| Джессика Строуп   | Эйрин Сильвер        | 2008-2013       | сезоны 1-5 (о)                           | 114             | [ 25 ]                                    |
| Майкл Стэгер      | Навид Ширази         | 2008-2013       | сезоны 1-5 (о)                           | 114             | [ 25 ]                                    |
| Джессика Лаундс   | Адрианна Тэйт-Дункан | 2008-2013       | сезон 1 (п); сезоны 1-5 (о)              | 114             | [ 25 ] [ 26 ]                             |
| Мэтт Лантер       | Лиам Курт            | 2009-2013       | сезон 1 (п); сезоны 2-5 (о)              | 98              | [ 25 ] [ 27 ]                             |
| Джиллиан Зинцер   | Айви Салливан        | 2009-2012       | сезон 2 (п); сезоны 3-4 (о)              | 60              | [ 25 ] [ 28 ]                             |
| Дастин Миллиган   | Итан Уорд            | 2008-2009       | сезон 1 (о)                              | 24              | [ 25 ] [ 29 ] [ 30 ]                      |
| Тревор Донован    | Тэдди Монтгомери     | 2009-2013       | сезон 2 (п); сезон 3 (о); сезоны 4-5 (п) | 58              | [ 25 ] [ 31 ] [ 32 ] [ 33 ] [ 34 ] [ 35 ] |
| Джессика Уолтер   | Табита Уилсон        | 2008-2009       | сезон 1 (о); сезон 1 (п)                 | 13              | [ 25 ] [ 36 ] [ 37 ] [ 38 ]               |
| Роб Эстес         | Гарри Уилсон         | 2008-2010       | сезоны 1-2 (о)                           | 46              | [ 25 ] [ 39 ] [ 40 ]                      |
| Лори Локлин       | Дэбби Уилсон         | 2008-2011       | сезоны 1-3 (о); сезон 5 (п)              | 69              | [ 25 ] [ 41 ] [ 42 ]                      |
| Райан Эгголд      | Райан Мэттьюз        | 2008-2011       | сезоны 1-3 (о)                           | 68              | [ 25 ] [ 42 ] [ 43 ]                      |

(о) — основной состав сериала
(п) — приглашённый/постоянный актёр
| Персонажи на 4 и более эпизода | Персонажи на 4 и более эпизода | Персонажи на 4 и более эпизода | Персонажи на 4 и более эпизода | Персонажи на 4 и более эпизода | Персонажи на 4 и более эпизода |
| Актёр                          | Персонаж                       | Годы                           | Сезоны                         | Кол-во эпизодов                | Примечания                     |
| ------------------------------ | ------------------------------ | ------------------------------ | ------------------------------ | ------------------------------ | ------------------------------ |
| Джастин Дили                   | Остин Толлридж                 | 2011-2012                      | сезоны 4-5                     | 18 эпизодов                    |                                |
| Ник Зано                       | Престон «Пи-Джей» Хиллингсбрук | 2012                           | сезон 4                        | 6 эпизодов                     |                                |
| Яни Геллман                    | Диего                          | 2012                           | сезон 4                        | 7 эпизодов                     |                                |
| Роберт Хоффман                 | Калеб Уолш                     | 2012                           | сезон 4                        | 6 эпизодов                     |                                |
| Тиффани Хайнс                  | Кэт                            | 2011-2012                      | сезон 4                        | 6 эпизодов                     |                                |
| Мэтт Коэн                      | Джереми                        | 2011                           | сезон 4                        | 4 эпизода                      |                                |
| Найалл Мэйттер                 | Грег                           | 2011-2012                      | сезон 4                        | 5 эпизодов                     |                                |
| Кристина Апгар                 | Джейн                          | 2011                           | сезон 4                        | 4 эпизода                      |                                |
| Саммер Бишил                   | Лейла Ширази                   | 2011                           | сезон 4                        | 4 эпизода                      |                                |
| Энтони Азизи                   | Дядя Амаль                     | 2011                           | сезон 4                        | 8 эпизодов                     |                                |
| Райан Роттман                  | Шейн                           | 2011                           | сезон 4                        | 4 эпизода                      |                                |
| Камерон Гудман                 | Бри                            | 2011-2012                      | сезон 4                        | 9 эпизодов                     |                                |
| Мегалин Эчиканвоке             | Холли Стриклер                 | 2011-2012                      | сезон 4                        | 7 эпизодов                     |                                |
| Шон Винг                       | Ник                            | 2011-2012                      | сезон 4                        | 5 эпизодов                     |                                |
| Бренди                         | Марисса Харрис-Янг             | 2011                           | сезон 4                        | 5 эпизодов                     |                                |
| Ариэль Кеббел                  | Ванесса                        | 2011-2012                      | сезон 4-5                      | 10 эпизодов                    |                                |
| Сара Хэйган                    | Алана Гордон                   | 2011                           | сезон 4                        | 4 эпизода                      |                                |
| Мишелль Хёрд                   | Рейчел Грей                    | 2011-2012                      | сезон 4                        | 5 эпизодов                     |                                |
| Крис МакКенна                  | Патрик Уэстхилл                | 2011                           | сезон 4                        | 5 эпизодов                     |                                |
| Маниш Дайал                    | Радж Кхер                      | 2011-2012                      | сезоны 3-4                     | 14 эпизодов                    |                                |
| Джош Цукерман                  | Макс Миллер                    | 2011-2012                      | сезоны 3-4                     | 15 эпизодов                    |                                |
| Кайл Рябко                     | Йен                            | 2010-2011                      | сезон 3                        | 9 эпизодов                     |                                |
| Фредди Смит                    | Марко Салазар                  | 2011                           | сезон 3                        | 5 эпизодов                     |                                |
| Нестор Серрано                 | Виктор Луна                    | 2010-2011                      | сезон 3                        | 7 эпизодов                     |                                |
| Амелия Роуз Блэр               | Лора Мэтисон                   | 2010                           | сезон 3                        | 4 эпизода                      |                                |
| Эбби Кобб                      | Эмили Брэдфорд                 | 2011                           | сезон 3                        | 6 эпизодов                     |                                |
| Элейн Хендрикс                 | Рене                           | 2010—2011                      | сезон 3                        | 4 эпизода                      |                                |
| Лиза Вальц                     | Кэтрин Аптон                   | 2010—2011                      | сезон 3                        | 7 эпизодов                     |                                |
| Блэр Рэдфорд                   | Оскар                          | 2010                           | сезон 3                        | 10 эпизодов                    |                                |
| Эван Росс                      | Чарли Сэлби                    | 2010—2011                      | сезон 3                        | 9 эпизодов                     |                                |
| Ребекка Высоки                 | Директор Новак                 | 2010—2011                      | сезон 3                        | 4 эпизода                      |                                |
| Сара Даниэль Мэдисон           | Колин Саркосян                 | 2009—2011                      | сезоны 2-4                     | 6 эпизодов                     |                                |
| Мекиа Кокс                     | Саша                           | 2009—2010                      | сезоны 2-3                     | 7 эпизодов                     |                                |
| Келли Линч                     | Лорел Купер                    | 2010—2011                      | сезоны 2-3                     | 15 эпизодов                    |                                |
| Хэл Озсан                      | Майлз Кэннон                   | 2010—2011                      | сезоны 2-3                     | 12 эпизодов                    |                                |
| Диего Бонета                   | Хавьер Луна                    | 2010—2011                      | сезоны 2-3                     | 5 эпизодов                     |                                |
| Эмбер Уоллес                   | Лайла                          | 2009—2011                      | сезоны 2—3                     | 8 эпизодов                     |                                |
| Закари Рей Шерман              | Джаспер Герман                 | 2009-2010                      | сезон 2                        | 17 эпизодов                    |                                |
| Блейк Худ                      | Марк Дрискол                   | 2009-2010                      | сезон 2                        | 8 эпизодов                     |                                |
| Эйприл Паркер-Джонс            | Дана Боэун                     | 2009-2010                      | сезон 2                        | 4 эпизода                      |                                |
| Трэвис Ван Винкл               | Джейми                         | 2009                           | сезон 2                        | 4 эпизода                      |                                |
| Джон Шнайдер                   | Джеффри Саркосян               | 2009-2010                      | сезон 2                        | 5 эпизодов                     |                                |
| Румер Уиллис                   | Джия Монетти                   | 2009-2010                      | сезон 2                        | 10 эпизодов                    |                                |
| Сара Фостер                    | Джен Кларк                     | 2009-2012                      | сезоны 1-4                     | 23 эпизода                     |                                |
| Шон Дюк                        | Омар Ширази                    | 2008-2012                      | сезоны 1-4                     | 7 эпизодов                     |                                |
| Фабиана Уденио                 | Атуса Ширази                   | 2008-2011                      | сезоны 1-4                     | 7 эпизодов                     |                                |
| Мэйв Квинлен                   | Констанция Дункан              | 2008-2011                      | сезоны 1-3                     | 8 эпизодов                     |                                |
| Энн Гиллеспи                   | Джеки Тейлор-Сильвер           | 2008-2009                      | сезоны 1-2                     | 6 эпизодов                     |                                |
| Дженни Гарт                    | Келли Тейлор                   | 2008-2010                      | сезоны 1-2                     | 20 эпизодов                    |                                |
| Келан Латц                     | Джордж Эванс                   | 2008-2009                      | сезон 1                        | 6 эпизодов                     |                                |
| Адам Грегори                   | Тай Коллинз                    | 2008-2009                      | сезон 1                        | 9 эпизодов                     |                                |
| Кристина Мур                   | Трейси Кларк                   | 2008-2009                      | сезон 1                        | 10 эпизодов                    |                                |
| Джеймс Патрик Стюарт           | Чарльз Кларк                   | 2008-2009                      | сезон 1                        | 10 эпизодов                    |                                |
| Джессика Лукас                 | Кимберли МакЭнтайр             | 2008                           | сезон 1                        | 4 эпизода                      |                                |
| Яна Крамер                     | Поршия Ренсон                  | 2008-2009                      | сезон 1                        | 5 эпизодов                     |                                |
| Брендон Майкл Вэйда            | Майк                           | 2008-2009                      | сезон 1                        | 6 эпизодов                     |                                |
| Шеннен Доэрти                  | Бренда Уолш                    | 2008-2009                      | сезон 1                        | 8 эпизодов                     |                                |
| Райли Томас Стюарт             | Сэмми МакКей                   | 2008-2009                      | сезон 1                        | 6 эпизодов                     |                                |

| Персонажи на 1-3 эпизода | Персонажи на 1-3 эпизода         | Персонажи на 1-3 эпизода | Персонажи на 1-3 эпизода | Персонажи на 1-3 эпизода | Персонажи на 1-3 эпизода |
| Актёр                    | Персонаж                         | Годы                     | Сезоны                   | Кол-во эпизодов          | Примечания               |
| ------------------------ | -------------------------------- | ------------------------ | ------------------------ | ------------------------ | ------------------------ |
| Кейтлин Томпсон          | Мэдисон Стюарт                   | 2012                     | сезон 4                  | 3 эпизода                |                          |
| Таня Реймонд             | Соня                             | 2012                     | сезон 4                  | 3 эпизода                |                          |
| Дина Мейер               | Шейла                            | 2011-2012                | сезон 4                  | 3 эпизода                |                          |
| Стивен Амелл             | Джим                             | 2011                     | сезон 4                  | 2 эпизода                |                          |
| Билли Рэй Сайрус         | Джадд Ридж                       | 2011-2012                | сезон 4                  | 2 эпизода                |                          |
| Уилл Кемп                | Митчелл Нэш                      | 2012                     | сезон 4                  | 2 эпизода                |                          |
| Робин Томас              | Чарльз                           | 2011                     | сезон 4                  | 1 эпизод                 |                          |
| Ла Тойя Джексон          | Мэрэлин                          | 2012                     | сезон 4                  | 1 эпизод                 |                          |
| Рэй Уайз                 | Декан Томас                      | 2011                     | сезон 4                  | 1 эпизод                 |                          |
| Трент Форд               | Руководитель конкурса дизайнеров | 2011                     | сезон 4                  | 1 эпизод                 |                          |
| Келли Пиклер             | Салли Батлер                     | 2011                     | сезон 4                  | 1 эпизод                 |                          |
| Клаудия Блэк             | Гуру Сона                        | 2011                     | сезон 3                  | 3 эпизода                |                          |
| Хэйли Холмс              | Харпер Бергман                   | 2010-2011                | сезон 3                  | 3 эпизода                |                          |
| Салли Келлерман          | Марла Тэмплтон                   | 2011                     | сезон 3                  | 2 эпизода                |                          |
| Райан О’Нил              | Спэнсер Монтгомери               | 2010                     | сезон 3                  | 2 эпизода                |                          |
| Алан Ритчсон             | Трипп Уэллингтон                 | 2011                     | сезон 3                  | 1 эпизод                 |                          |
| Роберт Гант              | Доктор Райт                      | 2010                     | сезон 3                  | 1 эпизод                 |                          |
| Грег Воган               | Кай                              | 2010                     | сезон 2                  | 3 эпизода                |                          |
| Скотт Паттерсон          | Финн Курт                        | 2010                     | сезон 2                  | 3 эпизода                |                          |
| Джонатан Трент           | Ричард Картер                    | 2009                     | сезон 2                  | 3 эпизода                |                          |
| Элизабет Рём             | Битси Эпштейн                    | 2009                     | сезон 2                  | 1 эпизод                 |                          |
| Коди Макмэйнс            | Стюарт                           | 2009-2010                | сезон 2                  | 3 эпизода                |                          |
| Джулианна Гилл           | Саванна Монтгомери               | 2009-2010                | сезон 2                  | 2 эпизода                |                          |
| Эйми Тигарден            | Ронда Кимбл                      | 2009                     | сезон 1                  | 3 эпизода                |                          |
| Лорен Лондон             | Кристина Уорси                   | 2008-2009                | сезон 1                  | 3 эпизода                |                          |
| Чандра Вэст              | Гейл МакКинни                    | 2008-2009                | сезон 1                  | 3 эпизода                |                          |
| Джош Хендерсон           | Шон Каванов                      | 2008-2009                | сезон 1                  | 3 эпизода                |                          |
| Джо И. Тата              | Нет Буссиччио                    | 2008                     | сезон 1                  | 3 эпизода                |                          |
| Майкл Тревино            | Оззи Кардоза                     | 2008                     | сезон 1                  | 3 эпизода                |                          |
| Тори Спеллинг            | Донна Мартин-Сильвер             | 2009                     | сезон 1                  | 2 эпизода                |                          |
| Лили Коллинс             | Фиби Абрамс                      | 2009                     | сезон 1                  | 2 эпизода                |                          |
| Меган Маркл              | Уэнди                            | 2008                     | сезон 1                  | 2 эпизода                |                          |
| Нурин ДэВульф            | Ника Раяджани                    | 2009                     | сезон 1                  | 2 эпизода                |                          |
| Райан Дум                | Стивен Уорд                      | 2008                     | сезон 1                  | 1 эпизод                 |                          |
| Крис Зилка               | Джейсон                          | 2008                     | сезон 1                  | 1 эпизод                 |                          |
| Линда Грей               | Виктория Бриер                   | 2008                     | сезон 1                  | 1 эпизод                 |                          |
| Марго Харшман            | Наказанная ученица               | 2008                     | сезон 1                  | 1 эпизод                 |                          |
| Хэйлли Хирш              | Ханна Цукерман-Васкес            | 2008                     | сезон 1                  | 1 эпизод                 |                          |

| Звёзды шоу-бизнеса                  | Звёзды шоу-бизнеса | Звёзды шоу-бизнеса                          | Звёзды шоу-бизнеса | Звёзды шоу-бизнеса |
| Исполнитель роли                    | Год                | Эпизод                                      | Примечания         |                    |
| ----------------------------------- | ------------------ | ------------------------------------------- | ------------------ | ------------------ |
| Tilly & the Wall                    | 2008               | 1x01 We’re Not In Kansas Anymore            | [ 44 ]             |                    |
| Carolina Liar                       | 2009               | 1x15 Help Me, Rhonda                        | [ 45 ]             |                    |
| Диабло Коди                         | 2009               | 1x19 Okaeri, Donna!                         | [ 46 ]             |                    |
| The Veronicas                       | 2009               | 1x23 Zero Tolerance                         | [ 47 ] [ 48 ]      |                    |
| The Script                          | 2009               | 2x05 Environmental Hazards                  | [ 49 ]             |                    |
| Саманта Ронсон                      | 2009               | 2x08 Women’s Intuition                      | [ 50 ]             |                    |
| N.E.R.D.                            | 2009               | 2x08 Women’s Intuition                      | [ 51 ]             |                    |
| Ким Кардашян                        | 2010               | 3x01 Senior Year, Baby                      | [ 52 ]             |                    |
| Хлои Кардашян                       | 2010               | 3x01 Senior Year, Baby                      | [ 53 ]             |                    |
| Adrian Grenier & The Honey Brothers | 2010               | 3x02 Age Of Inheritance                     | [ 54 ]             |                    |
| The Like                            | 2010               | 3x06 How Much Is That Liam In The Window    | [ 55 ]             |                    |
| Джо Джонас                          | 2010               | 3x08 Mother Dearest                         | [ 56 ]             |                    |
| Nelly                               | 2011               | 3x15 Revenge Of The Nerd                    | [ 57 ]             |                    |
| Snoop Dogg                          | 2011               | 3x17 Blue Naomi                             | [ 58 ]             |                    |
| Theophilus London                   | 2011               | 4x01 Up In Smoke                            | [ 59 ]             |                    |
| Cobra Starship                      | 2011               | 4x05 Party Politics                         | [ 60 ]             |                    |
| Перес Хилтон                        | 2011               | 4x07 It’s The Great Masquerade, Naomi Clark | [ 61 ]             |                    |
| Винни Гуаданино                     | 2011               | 4x08 Vegas, Maybe? 4x12 O Holly Night       | [ 62 ] [ 63 ]      |                    |
| Дженис Дикинсон                     | 2011               | 4x11 Project Runaway                        | [ 64 ]             |                    |
| The All-American Rejects            | 2012               | 4x15 Trust, Truth & Traffic                 | [ 65 ]             |                    |
| Train                               | 2012               | 4x18 Blood Is Thicker Than Mud              | [ 66 ]             |                    |
| Хейли Рейнхарт                      | 2012               | 4x20 Blue Ivy                               | [ 67 ]             |                    |
| Ник Картер                          | 2012               | 4x23 A Tale Of Two Parties                  | [ 68 ]             |                    |

### Основной состав
13 марта Кристин Дос Сантос с ресурса E! подтвердила, что сериал будет спин-оффом, а не ремейком, в нём появятся новые персонажи. Чтобы успеть закончить съёмки пилота к майской презентации, кастинг начался, когда сценарий ещё не был закончен. 1 апреля Дастин Миллиган получил роль в сериале, став первым актёром проекта. 14 апреля в актёрский состав попала Анна-Линн МакКорд. Сакс посчитал Миллигана «очень забавным» и решил изменить образ Итана и сделать его более привлекательным, как человека. МакКорд получила роль, так как по словам Сакса «она — болтушка, и в ней есть изысканность — это определённо притягивает». Одной из претенденток на роль главной героини Энни была актриса Хилари Дафф — некоторые авторитетные источники утверждают, что актриса отказалась от предложения. В итоге роль досталась канадской актрисе Шеней Граймс, которая, по собственному признанию, «выросла на оригинальном шоу». Сакс и Джуда знакомы с ранними работами актрисы, они сказали, что «у девушки есть актёрский класс» — на прослушивании она исполнила драматический отрывок, который просто «сразил наповал». «Она умеет играть, она красива, она может сделать героиню милой соседской девчонкой, в её глазах — целый мир», — говорит Сакс.
Лори Локлин прошла пробы на роль Дэбби и получила её практически сразу же. Сакс посчитал, что она была слишком хороша, чтобы показывать отрывок из сценария, но актриса сразу поняла роль. Продюсеры были поклонниками Джессики Уолтер после фильма «Сыграйте мне туманно». По словам Сакса, актриса хорошо знала сценарий и предложила «несколько потрясающих находок». Сакс описал Райана Эгголда, которому досталась роль учителя мистера Мэттьюза, как «утончённого и смешного» — «каждый раз, как он появится на экране, зрители скажут — „Вау!“».
Продюсеры искали актрису, которая смогла бы изобразить Сильвер, «причудливую девушку, которая живёт в собственном ритме». Сакс объяснил, что когда Джессика Строуп пришла на прослушивание «в таком вычурном и немного странном платье, с поднятыми волосами и банданой» — «сомнений не было». Сакс и Джда были поклонниками Тристана Уайлдза ещё с «Прослушки», и с самого начала хотели получить актёра на роль Диксона. Когда авторов спрашивают насчёт Майкла Стэгера, сыгравшего Навида, те лишь отвечали: «Он просто великолепен!». Роб Эстес стал последним актёром получившим роль — кроме того он уже снимался в первом спин-оффе оригинального шоу, мелодраме «Мелроуз-Плейс». Сакс и Джуда хотели, чтобы Эстес сыграл главу семьи, директора Гарри Уилсона, но тогда актёр был связан контрактом с шоу «Женский клуб убийств». Когда шоу закрыли, Сакс позвонил Эстесу и рассказал о проекте, быстро получив утвердительный ответ. Сакс пообещал, что «хоть тот и играет родителя, он не будет фоном в шоу», как это часто бывает со взрослыми персонажами в молодёжных шоу — как и было в оригинале.
Джессика Лаундс исполнила роль Адрианны Тэйт-Дункан — примадонны школьного театра, страдающей от наркозависимости, а позже актрису ввели в основной состав вместо уволенной из проекта в связи с сокращением бюджета Джессики Уолтер.
В марте 2009 года стало известно, что Дастин Миллиган покинет проект и не вернётся во втором сезоне. На смену ему пришёл актёр Мэтт Лантер, сыгравший проблемного подростка Лиама, в которого влюбилась Наоми Кларк — Лантер вошёл в основной актёрский состав. Затем был объявлен кастинг на роли новых персонажей второго сезона — в июне 2009 года стало известно, что авторы ищут актёра на роль теннисиста и ловеласа Тэдди Монтгомери. В итоге роль получил модель и начинающий актёр Тревор Донован. Джиллиан Зинцер сыграла роль Айви Салливан — девушки с характером мальчишки, которая станет любовным интересом Лиама, а позже начнёт встречаться с Диксоном. Начиная с 3 сезона, Джиллиан Зинцер исполняет роль Айви в качестве актрисы основного состава. Список актёров в ключевых ролях третьего сезона был оглашён 20 мая 2010 года. Тревор Донован также вошёл в основной состав, однако актёр покинул шоу в четвёртом сезоне по решению продюсеров, посчитавших, что персонаж исчерпал себя — в новом сезоне Донован появился лишь в нескольких начальных и финальном эпизоде четвёртого сезона. Также он появился в нескольких эпизодах пятого сезона. Джиллиан Зинцер покинула сериал после финала четвёртого сезона с возможностью вернуться в новых сериях в гостевой роли, но этого так и не случилось.

### Приглашённые звёзды
Среди наиболее примечательных гостевых появлений первого сезона стоит отметить Келлана Латца, прославившегося участием в фильмах серии «Сумерки» по произведениям Стэфани Майер, в роли школьного задиры Джорджа Эванса и Мэйв Квинлен в роли требовательной матери Адрианны, Констанс Дункан. Меган Маркл сыграла в сериале эпизодическую роль одной из подруг Наоми, Джош Хендерсон, звезда новой версии культового шоу «Даллас» сыграл Шона, молодого человека, мошенника, выдающего себя за незаконнорождённого сына Гарри Уилсона и Трейси Кларк; Лорен Лондон в роли бисексуальной чирлидерши Кристины, которой заинтересовался Диксон, вызвав ревность Сильвер. Эйми Тигарден, звезда сериала «Огни ночной пятницы», появилась в шоу в роли девушки-школьницы Ронды Кимбл, влюбившейся в Итана Уорда и из-за которой в конце концов юноша расстался с Энни. Джессика Лукас сыграла роль таинственной школьницы Кимберли, оказавшейся женщиной-полицейским под прикрытием, внедрённую в школу для того, чтобы вычислить наркодилеров. Модель Адам Грегори сыграл Тая Коллинза — школьную звезду, у которого начался роман с Энни, а позже выяснилось, что он — отец ребёнка Адрианны. Звезда сериалов «Тайный круг» и «10 причин моей ненависти», Крис Зилка, сыграл бывшего молодого человека Энни, Джейсона. Майкл Тревино из шоу «Дневники вампира» исполнил роль Оззи, любовного интереса Наоми, а дочь музыканта Фила Коллинза, актриса Лили Коллинз — роль подруги Наоми, Фиби Абрамс. Модели Саре Фостер досталась роль коварной сестры Наоми, Джен Кларк, которая появляется в шоу ближе к концу сезона, настроив Наоми против Энни. Чандра Уэст сыграла роль Гейл МакКинни — любовницы Чарльза Кларка, отца Наоми.
Румер Уиллис исполнила роль девушки по имени Джия во втором сезоне — «миловидной лесбиянки, которая не боится высказывать своё мнение». 20 июля 2009 года, ресурс E! Online сообщил, что актёр Джон Шнайдер сыграет отчима Лиама. Келли Линч получила роль Лорел Купер — музыкального продюсера и матери Айви, «хиппи по своей натуре», в одиночку растившей свою дочь. Майкл Осьелло проинформировал, что бывшая звезда сериала «Бухта Доусона», Хэл Озсан, сыграет руководителя школьного информационного отдела, мистера Майлза Кэннона, которого Наоми обвинит в сексуальных домогательствах. Журнал TV Guide подтвердил, что актёр Скотт Паттерсон сыграет роль Финна Курта, отца Лиама, в нескольких сериях, а звезда Райан О’Нил сыграет заносчивого актёра Спэнса Монтгомери, отца Тэдди, с которым у Сильвер начнутся трения в финальных эпизодах шоу, начиная с апреля 2010 года. Тревис Ван Винкл сыграл Джейми, студента-футболиста из Калифорнийского университета, с которым у Наоми начался роман.
Эбби Кобб появилась в нескольких эпизодах, начиная с января 2011 года. Она сыграла двоюродную сестру Энни и Диксона, Эмили, которая решает украсть жизнь сестры, заполучив её парня Лиама и настроив против неё друзей. Клаудия Блэк сыграла духовного наставника Наоми, Гуру Сону в трёх эпизодах сезона. Кайл Рябко покинул сериал во второй половине сезона, чтобы начать съёмки в пилотном эпизоде нового шоу, и сценаристы нашли замену его персонажу в лице актёра Фредди Смита, который сыграл Марко — «потрясающего спортсмена и открытого гея». Модель Алан Ритчсон, прославившийся ролью Аквамена в сериале «Тайны Смолвиля», сыграл бывшего соседа Тэдди, в которого он был когда-то влюблён. Салли Келлерман появилась в нескольких эпизодах в роли Марлы Тэмплтон — бывшей кинозвезды, подумывающей о самоубийстве. Она наняла Энни в качестве личного ассистента. Маниш Дайал получил постоянную роль студента Раджа, нового друга Айви, который, как позже выясняется, умирает от рака. Джош Цукерман сыграл ботаника Макса Миллера, у которого начался роман с Наоми.
В четвёртом сезоне в шоу появилось много новых персонажей: ковбой Остин, которого сыграл Джастин Дили; соперница Наоми по университету, Холли (Мегалин Эчиканвоук); молодая вдова Джейн (Кристина Апгар) — любовный интерес Лиама; Лейла (Саммер Бишил) — сестра Навида. Также в сериале появился Амаль — дядя Навида, который таит серьёзную опасность для Навида и Сильвер. Его сыграл Энтони Азизи. Джереми, персонаж Мэтта Коэна — родственник Марлы, который борется с Энни за наследство. Сара Хэйган сыграла Алану, члена сестринской общины, которую основала Наоми. Брэнди Норвуд досталась роль женщины-политика Мариссы Джексон-Льюис. Шон Винг получил гостевую роль студента-фотографа Ника. Келли Пиклер досталась роль Салли — кантри-певицы, кузину Остина. Райан Роттман воплотил образ 20-летнего юноши-гея Шейна, борющегося за право однополых браков. Крис МакКенна сыграл бизнесмена Патрика, у которого начался роман с Энни. Тиффани Хайнс получила роль офицера полиции Кэт. Винни Гуаданино сыграл безымянную знаменитость, пригласившего Лиама на покер-вечеринку. Билли Рэй Сайрус получил роль отца Остина, Джадда Риджа, звезды-кантри. Дженис Дикинсон исполнила роль судьи на показе мод в Калифорнийском университете. Ариэль Кеббел сыграла коварную Ванессу, манипулирующую Лиамом. Найалл Мэйттер сыграл молодого профессора Грега, у которого начался роман с Сильвер. Ник Зано получил роль молодого плейбоя Престона Хиллингсбрука. Персонаж Ла Тойя Джексон — могущественный музыкальный продюсер, заинтересовавшийся Диксоном. Роберт Хоффман исполнил роль ученика семинарии по имени Калеб. Яни Геллман воплотил в жизнь роль уличного художника Диего.

### Актёры классического сериала
Первой актрисой, вернувшейся в новый сериал, стала Дженни Гарт, которая без колебаний приняла предложение продюсеров вновь исполнить роль Келли Тейлор. Сакс, давний знакомый актрисы Дженни Гарт, предложил встретиться и обсудить будущее её героини — в итоге, актриса согласилась сниматься, даже не прочитав сценарий, так ей понравилось видение образа Келли Тейлор, изложенное Саксом. Продюсеры предложили актрисе контракт на регулярной основе, но актриса предпочла участие лишь в нескольких эпизодах. Сакс также обсудил возвращение Доэрти в сериал при личной встрече — вместе придумав историю персонажа, актриса согласилась сняться в нескольких эпизодах на гостевой основе. Приглашение Джо Таты в шоу было случайным — друг Сакса сказал, что видел актёра в магазине, и продюсер решил пригласить его на роль-камео.
«Когда я услышала про эту сцену с минетом в машине, то подумала, что Аарон Спеллинг, должно быть, переворачивается в гробу!»
Следующим шагом нужно было принять другое решение — создатели видели первые эпизоды, как грандиозное воссоединение трёх звёзд классического сериала — Дженни Гарт, Шеннен Доэрти и Тори Спеллинг. Шеннен также достаточно быстро дала своё согласие на участие в проекте и вернулась к роли Бренды Уолш спустя 14 лет после того, как покинула 4 сезон оригинального сериала. Прочитав сценарий, Тори Спеллинг выразила интерес относительно проекта, и сценаристы решили сделать Донну Мартин популярным дизайнером. Актриса должна была сняться в пилотном эпизоде, но по ряду личных причин отказалась от предложения. Официальная версия отказа была таковой, что актриса только недавно родила и не готова приступить к работе с её выматывающими съёмками.
Однако на деле всё обстояло иначе — 11 августа стало известно, что Спеллинг выбыла из проекта, так как продюсеры предложили заплатить ей $20 тысяч за эпизод — в то время как и Гарт и Доэрти должны были получить по $40-50 тысяч. Боссы канала отказали ей, и в итоге актриса ушла из проекта. Судя по тому, что и Доэрти, и Гарт негативно высказывались на этот счёт, можно предположить, что это правда.
Кроме того, много лет назад Шеннен испортила отношения со своим коллегами, но Дженни Гарт и Шеннен Доэрти вели себя на съёмках крайне профессионально и даже создавали видимость давней дружбы, приняв участие в фотосъёмках в рамках промокампании нового сериала. Между тем, злые языки утверждали, что Спеллинг, известная своим избалованным характером, не хотела сниматься с Доэрти — только если ей не предложат действительную большую сумму за появление в новых сериях. Но что послужило настоящей причиной отказа Спеллинг сниматься в пилоте неизвестно — как бы там ни было, актриса появилась в нескольких эпизодах в конце первого сезона, урегулировав все трения с продюсерами относительно гонораров.
Съёмки Шеннен также прошли отлично — рейтинги 7 эпизодов с участием актрисы были одними из самых высоких среди показателей всего сезона шоу, но Доэрти не готова была вернуться в сериал на полную ставку, так как её ждали новые проекты. В итоге, актриса отказалась войти в основной состав, не отрицая возможности в будущем вновь появиться в гостевой роли.
Актриса Энн Гиллеспи, известная по роли матери Келли Тейлор и Эйрин Сильвер, бывшей модели Джеки Тейлор, также снялась в нескольких эпизодах шоу — по сюжету её героиня вновь вернулась к пагубным привычкам. Во втором сезоне Джеки умирает после длительной борьбы с раком.
Брайан Остин Грин высказал желание появиться в новом сериале, однако подтвердил, что он не получал такого предложения от продюсеров. В одном из последних интервью, актёр сказал, что «воскрешение проекта — плохая мысль», так как новый сериал никогда не станет таким же успешным, как оригинал. В то же время Иан Зиринг заявил, что возвращение к роли Стива Сандерса стало бы для него шагом назад. Актёр Джейсон Пристли занял твёрдую позицию, сказав, что не видит сюжетной линии, достаточно хорошей для своего героя, Брендона Уолша, но согласился выступить в качестве режиссёра 18 эпизода первого сезона под названием «Off The Rails», в котором рассказывалось о нервном срыве Сильвер в результате биполярного расстройства.
Но главным вопросом оставалось появление Люка Перри в роли Дилана МакКея — для сюжета это было принципиально важным, так как в 4 эпизоде первого сезона выяснилось, что Дилан — отец Сэмми, сына Келли. Вероятно, решившись на такой шаг, продюсеры посчитали, что у актёра просто не останется выбора, и он согласится вернуться в продолжение. Однако Перри остался непреклонен, комментируя спекуляции сценаристов следующей фразой: «Они вольны делать с персонажем, что захотят, но мой ответ по-прежнему „Нет!“».

### Уход актёров из проекта
Первой покинувшей сериал актрисой стала Джессика Уолтер, сыгравшая весёлую бабушку Табиту Уилсон, страдающую от алкоголизма. Джессика не собиралась уходить из шоу, однако продюсеры решили урезать ей зарплату, так как она была одной из самых высокооплачиваемых актрис сериала, но при этом у неё был минимум экранного времени по сравнению с другими персонажами. Сначала продюсеры вывели Джессику из основного состава после зимнего перерыва в 2008—2009 годах — на тот момент у актрисы был контракт на участие в 13 эпизодах шоу. Сама Уолтер сказала, что это удачное стечение обстоятельств и для неё — она получила возможность сниматься одновременно и в сериале Saving Grace, не волнуясь о возможном совпадении графиков съёмок. Контракт не был продлён, а сценаристы объяснили отсутствие экранной бабушки Шенайи Граймс и Тристана Уайлдза тем, что Табита получила роль в сериале, и потому много времени проводит на съёмках, а затем и вовсе переселили семью Уилсон в собственный дом.
Вопрос о продлении контракта был насущным не только для Уолтер, но и остального состава — продюсеры решили не рисковать и в случае провала шоу и его дальнейшего закрытия ограничиться подписанием контрактов лишь на полсезона и продлить их при обоюдном желании. В марте 2009 года стало известно, что Дастин Миллиган закончит съёмки в сериале этой весной, и его персонаж Итан Уорд больше не появится в сериале. Официальная причина — «персонаж исчерпал себя». Дастин хотел продлить контракт на новый сезон, но актёр не высказывался публично относительно решения продюсеров. Исполнительный продюсер Ребекка Синклэр считает, что «первый сезон был провальным — шоу пыталось привлечь как можно больше разнообразной аудитории, потому так и не смогло найти свой ритм, усугубляя ситуацию для персонажей и актёров, которые их играют».
В январе 2010 года появились первые слухи о том, что старшая сестра Эйрин и школьный психолог Келли Тейлор в исполнении актрисы Дженни Гарт больше не появится в сериале. Официальная причина — снижение затрат на сериал в связи с низкими показателями рейтингов. Ни для кого не секрет, что Дженни была привлечена к проекту лишь для того, чтобы пробудить интерес к новому шоу у поклонников оригинального сериала. Условия её контракта не были жёсткими, поэтому для актрисы подобное решение не было неожиданностью. Она исполняла роль каждый раз, когда это было необходимо, не требуя большего времени на экране. В дальнейших планах Дженни — написание детской книги, совместные проекты с мужем, актёром Питером Фачинелли, а также посвящение себя семейным заботам.
Всего через два дня после сообщения об уходе Дженни Гарт, появилась информация о том, что Западный Беверли лишится также и своего директора Гарри Уилсона в исполнении актёра Роба Эстеса. Актёр выступил с официальным заявлением, в котором говорилось, что он хочет уделять больше времени семье и, возможно, участвовать в других проектах. Внутренние источники уверяют, что в очередной раз камнем преткновения стали условия истекающего контракта — продюсеры не смогли удовлетворить пожелания актёра и решили обойтись без его услуг. Как и для Дженни Гарт, финальные серии сезона стали для актёра последними в сериале. Сюжетно уход Эстеса объяснялся разводом его героя с матерью Энни и Диксона, Дэбби.
В январе 2011 года стало известно, что Райан Эгголд и Лори Локлин также покинут шоу. Неизвестно, появятся ли актёры в качестве приглашённых звёзд. Авторы сериала комментируют своё решение тем, что «герои поступают в колледж, и будут меньше нуждаться в помощи родителей». Уход более старшего актёрского состава можно также объяснить словами исполнительного продюсера Ребекки Синклэр, считающей, что авторы должны больше времени уделять молодым героям. Однако стало известно, что президент канала Дон Острофф уже попросил Локлин вернуться к роли в нескольких эпизодах нового сезона, если ей позволит её рабочий график.
В начале июня 2011 года также стало известно, что Тревор Донован вышел из основного актёрского состава, и появится лишь в нескольких эпизодах четвёртого сезона в качестве приглашённой звезды. По предварительной информации, Донован появится как минимум в 5 эпизодах нового сезона. Многие критики по достоинству оценили решение сценаристов сделать Тэдди латентным гомосексуалом, которого ждёт впереди долгий и болезненный процесс принятия себя и «раскрытия» перед друзьями и семьёй. Поэтому решение продюсеров вывести персонаж из сериала оказалось крайне неожиданным, как для поклонников, так и для самого актёра, а официальный комментарий оказался крайне банальным — «авторы раскрыли историю персонажа полностью, и ему просто больше нечего делать в сериале». Между тем, стало известно, что Тревор вернётся в сериал в финальной серии сезона. 23 мая 2012 года официально стало известно, что Джиллиан Зинцер покидает проект в качестве члена основного актёрского состава.

## История создания

### Начальная стадия
13 марта 2008 года Кристин Дос Сантос с ресурса E! подтвердила, что канал The CW начинает съёмки продолжения сериала «Беверли-Хиллз, 90210», и новое шоу будет спин-оффом, а не ремейком, в котором будут задействованы новые персонажи. Чтобы представить проект в мае на грядущей презентации шоу на новый сезон, поиск актёров начался ещё до того, как сценарий был закончен. Проект стал одним из приоритетных среди работ канала, поэтому пилотный эпизод был заказан уже к концу месяца. Также продюсеры новой версии сказали, что Даррен Старр — создатель оригинального сериала — не будет принимать участие в работе над продолжением. Работу над сценарием эпизода, который снял Марк Пизнарски, начал Роб Томас.
Детали пилотного сценария Роба Томаса были известны уже 17 марта — подробности сюжета и описания основных персонажей были доступны всем пользователям Интернета. Первоначально ни один из персонажей не был связан с классическим сериалом, хотя общие черты сюжета напоминают оригинальное шоу — семья с двумя детьми-подростками переезжает со Среднего Запада в Калифорнию. Чтобы правдоподобней показать положение вещей в школах Беверли-Хиллз, где около 40 процентов учащихся выходцы со Среднего Востока, авторы ввели персонажа Навида Ширази. Также в пилоте не было знаменитой «Персиковой косточки», хотя Томас признался, что собирался ввести кафе в шоу в будущих эпизодах. По сценарию, брат и сестра получили работу в местном кинотеатре, благодаря чему они могли хоть частично не зависеть от родителей. Вскоре Роб Томас подтвердил идею о том, что хочет ввести на постоянной основе персонажа из классического шоу, хотя к тому времени он не общался ни с кем из актёрского состава. Продюсеры же заявили, что хотят видеть в новом сериале как можно больше «старичков», но просили Томаса «не устраивать парад из персонажей прямо в пилотном эпизоде». По словам Джуды, первая версия сценария Томаса была написана за 10 дней.

### Смена руководства и изменения в сценарии
14 апреля Томас объявил о своём уходе из проекта, чтобы заняться пилотами двух новых шоу для канала ABC. Гейба Сакса и Джеффа Джуду наняли в качестве новых исполнительных продюсеров шоу, а к концу апреля была готова новая версия сценария, написанная ими. Сакс заметил, что хоть сценарий Роба Томаса был «великолепен», новая версия вышла более злободневной. «Если ты работаешь в этом бизнесе достаточно давно, то ты понимаешь, что сценаристам часто приходится дописывать или переписывать чужую работу. Поэтому мы решили сначала получить благословение Роба [Томаса] на изменение его идей. Нам не удалось связаться с Робом, но его производственная команда, которую мы знали очень хорошо, дала добро. Мы хотели проявить уважение к этому человеку и его работе». Джуда добавил, что они пытались сделать персонажей более реалистичными, разбавив идеи Томаса более жизненными историями и персонажами. Авторы хотели, чтобы зрители могли разглядеть в героях себя, понять их переживания и чувства — это молодёжная драма, не лишённая комедийных эпизодов. Сценаристы хотели, чтобы в действии участвовало как можно больше героев.
«Нам понравилось то, что сделал Роб. Нам понравились персонажи. Но мы поведём их в другом направление просто потому, что мы — другие люди. Если это ему не понравится, мы готовы отказаться от своих задумок».
Существует несколько принципиальных различий между оригинальным сценарием Роба Томаса и финальной версией Джеффа Джуды и Гэйба Сакса. В первую очередь, это различия в именах персонажей: главное семейство носило фамилию Миллз (англ. Mills); Дебби звали Силией (англ. Celia); у Наоми была фамилия Бэннет (англ. Bennett), а Эйрин Сильвер до последнего носила имя Дафни Сильвер (англ. Daphne Silver). Отличались и образы персонажей, а также их сюжетные линии: Диксон был представлен проблемным подростком, напоминающим Дилана МакКея. Также в сценарии были намёки на то, что юноша был влюблён в свою сводную сестру Энни; мать Энни и Диксона, Дэбби, была бывшей олимпийской чемпионкой по лёгкой атлетике, а в Беверли-Хиллз начала работать в качестве личного тренера; у Итана должен был быть тайный роман с Адрианной, а Наоми встречалась с мистером Райаном Мэттьюзом, который оказался наркоманом; Навид был открытым гомосексуалом, а героиня Сильвер была кузиной Дэвида Сильвера — одного из главных героев оригинального шоу «Беверли-Хиллз, 90210». Кроме того у неё был свой интернет-сериал на сайте YouTube. Также у Сильвер был 24-летний брат по имени Макс (англ. Max Silver) — он вёл семейный бизнес, управляя кинотеатром и исполнял роль наставника для главных персонажей — по задумке сценаристов, он брал на себя обязанности Нэта Буссиччио из оригинального сериала. Однако персонаж списали после того, как Сильвер стала сестрой Дэвида Сильвера и Келли Тейлор. Наконец, в оригинальном сценарии альтернативой кафе «Персиковая косточка» (англ. Peach Pit) должен был стать йогуртовый магазин «Pinkberry-esque Yogurt».
Сакс и Джуда сообщили прессе, что они разбавили мрачный сценарий Томаса большим количеством юмористических сцен. Продюсеры заявили, что хотят уделить достаточно экранного времени родителям героев, поэтому отец и мать центральных персонажей стали ключевой парой, представляющей старшее поколение. По признанию продюсеров, они также добавили в сюжет несколько важных линий для взрослых персонажей, при этом сохраняя твёрдую позицию о том, какими должны быть родители на экране — и у Сакса, и у Джуды есть дети в реальной жизни, они попытались передать через сценарий свои взгляды на воспитание детей. Джуда хотел показать, как переезд в Беверли-Хиллз скажется на семье главных героев, на самих подростках, и как с проблемами морального и нравственного плана будут справляться взрослые герои шоу.
11 мая, за день до официальной презентации новых проектов, канал The CW купил проект, дав зелёный свет на съёмки сезона 2008—2009 года. После споров с дирекцией канала насчёт сценария Сакс и Джуда покинули пост сценаристов, оставшись исполнительными продюсерами: канал хотел, чтобы сериал был более гламурным и ориентированным на женскую аудиторию, в то время, как Джуда и Сакс во многом писали сценарий с мужской точки зрения, слишком много внимания уделяя персонажам сильного пола. Таким образом, Джуда стал активно работать на стадии пост-продакшена, участвуя в монтаже и подборе музыки, в то время как Сакс руководил съёмками шоу прямо на площадке. В конце февраля 2009 года Ребекка Синклэр, соисполнительный продюсер сериала «Девочки Гилмор», подписала семисторонний договор с продюсерами, став главным исполнительным продюсером и шоураннером сериала на второй и третий сезоны. По окончании действия двухсезонного контракта, Синклэр покинула свой пост шоураннера сериала. О том, кто займёт её место стало известно не сразу: 12 мая 2011 года была подтверждена информация о том, что исполнительные продюсеры сериала «Жизнь непредсказуема», Патти Карр и Лара Олсен займут место Синклер в качестве исполнительных продюсеров четвёртого сезона.

### Съёмки
11 мая 2008 года за день до презентации канала, сериал официально заказали для съёмок в сезоне 2008—2009. Съёмки сцен для пилота проходили в начале июня в Лос-Анджелесе. Школа Torrance High вновь исполнила роль школы Западного Беверли. Кроме того, сцены в школе снимались в помещениях образовательных учреждений городов Торранс и Эль Сегундо в Западной Калифорнии, хотя в школе Torrance High снимать удобней из-за более просторных помещений для занятий. Сакс впервые посетил здание школы со времён окончания в 1979 году.
Джефф Джуда сообщил, что «Персиковая косточка» появится в новом сериале, хотя дизайн кафе будет изменён. Также съёмки проходили в окрестностях особняков «Bel-Air» и ночном клубе «Boulevard3». За неделю до премьеры шоу, представители канала сообщили, что ведутся пересъёмки некоторых сцен, так как продюсеры решили кое-что изменить.
Весной 2009 года, канал The CW начал работу над сериалом «Мелроу-Плейс», который является спин-оффом первого спин-оффа оригинально шоу «Беверли-Хиллз, 90210». Представляя график на сезон 2009—2010 годов, руководство сообщило, что сериал будет выходить сразу же после «90210: Новое поколение», по вечерам вторников, также как и было при показе оригинальных сериалов «Беверли-Хиллз, 90210» и «Мелроуз-Плейс» на канале «Fox» в июне 1992 года. Дон Остофф обмолвился, что в сюжетных линиях обоих сериалов возможен кроссовер, однако эта задумка так и не была реализована. Интересно, что Джессика Лукас, появившаяся в «90210: Новое поколение» в роли женщины-полицейского Кимберли МакЭнтайер в первом сезоне, получила главную роль школьной учительницы Райли Ричмонд, а Ник Зано, сыгравший плейбоя-миллионера Пи-Джея Хиллингсбрука, исполнил роль молодого врача Дрю Прагина.
Интересно, что кроме своего громкого имени, сериал прославился многочисленными служебными романами уже в первый сезон показа — Джессика Строуп (Эйрин Сильвер) встречалась с Дастином Миллиганом (Итан Уорд) два года; Анна-Линн Маккорд (Наоми Кларк) — с другом детства, также попавшим на съёмки шоу, Келланом Латцом (Джордж Эванс), а в сентябре 2008 у певицы Джессики Лаундс (Адрианна Тэйт-Дункан) начался короткий роман с исполнителем роли Тая Коллинза, моделью Адамом Грегори. Примечательно, что ни у одной из этих пар не было экранного романа — совместная ночь Адрианны и Тая (отца её будущего ребёнка) осталась за кадром, а в последних сериях первого сезона Итан влюбляется в Сильвер, и в одной из финальных сцен они лишь один раз целуются, хотя это был последний эпизод Дастина Миллигана в сериале.

### Музыка
13 августа 2008 года канал The CW объединил усилия с социальной сетью Imeem и объявил конкурс для музыкантов и поклонников шоу на создание своей аранжировки главной музыкальной темы оригинального шоу. По правилам конкурса нужно было до 16 сентября зарегистрироваться на сайте и представить свою версию композиции. C 16 по 22 сентября судьи выберут 10 финалистов конкурса. В период с 22 по 30 сентября 2008 года слушателям будет дана возможность проголосовать за финалиста онлайн. Версия победителя прозвучит в титрах шоу или в проморолике сериала.
Музыку для сериала пишут несколько композиторов — Марк Дауэр, Эван Франкфорт, Джастин Хосфорд, Робб Уилльямсон и знаменитая исполнительница Лиз Фэр. В титрах первого сезона звучит рок-обработка главной музыкальной темы, написанной композитором Джоном И. Дэвисом (англ. John E. Davis) ещё для классического сериала. Как бы там ни было, во втором сезоне главную тему сменили на другую кавер-версию, более мягкую по звучанию — она была использована во всех следующих сезонах. 13 октября 2009 года в продажу поступил саундтрек, на котором была издана данная версия.
В первых пяти эпизодах шоу Энни Уилсон, Адрианна Тэйт-Дункан и Тай Коллинз участвовали в школьной постановке бродвейского мюзикла «Весеннее пробуждение» — в музыкальных сценах актёры сами исполнили свои партии. Адам Грегори, исполнитель роли Тая, спел песни «Touch Me» и «The Bitch Of The Living»; Шеней Граймс исполнила сольно песню «Mama Who Bore Me», а также пела вместе с хором «Mama Who Bore Me (Reprise)». Эти же композиции исполнила для сериала певица Джессика Лаундс, игравшая Адрианну — студийную версию «Mama Who Bore Me» Лаундс выложила на своей странице на сайте MySpace. Отзывы критиков на исполнение песен, игру актёров и музыкальный эпизод «Wide Awake & Dreaming» в целом получились смешанными.
Кроме гостевых появлений знаменитых и начинающих музыкантов — таких как Tilly & the Wall, Carolina Liar, The Veronicas, The Script, Саманта Ронсон, N.E.R.D., Adrian Grenier & The Honey Brothers, The Like, Nelly, Snoop Dogg, Theophilus London, Cobra Starship, The All-American Rejects, Train, Хейли Рейнхарт — сериал отмечен творчеством актрисы Джессики Лаундс, сыгравшей роль Адрианны Тэйт-Дункан. В частности она записала дуэт «One More Time» с певцом и актёром Диего Бонета, который также снялся в нескольких эпизодах шоу в качестве заносчивого певца Хавьера Луны. В сети появилось официальное превью, но полная версия так и не была издана. Также Лаундс исполнила несколько композиций: классическую балладу «Jolene» из репертуара Долли Партон; песню «Wop (How I Know)» с выдуманной группой «The Glorious Stainems». Также в шоу прозвучало несколько песен из репертуара актрисы: «Stamp Of Love», «Haven’t Been Drinking» (официально не издавалась), «Fool», «I Don’t Want You Anymore», «Teardrops Fall» и «Snake Charmer» — четыре последние композиции выходили в качестве саундтреков-синглов к шоу.
Актёр Тристан Уайлдз также занимается музыкальной карьерой — его песни «2 Girls», «Kim», «When You Leave The Club» и «Can’t Take My Eyes Off Of You» звучали в нескольких эпизодах четвёртого сезона шоу, а сингл «Free Ride» издавался под брендом «90210».

### Промокампания
13 мая 2008 года сайт журнала «People» разместил первое коллективное промофото с персонажами, на котором отсутствовали Роб Эстес и Джессика Лаундс, вошедшая в основной состав во второй половине первого сезона. Позже в сети появились отдельные фото с каждым из персонажей. Кроме того, канал The CW выпустил серию постеров, на которых были изображены персонажи — Энни, Диксон, Наоми, Итан, Сильвер и Навид — купающиеся в бассейне в форме цифр «90210». Эти фото были использованы для различных плакатов и баннеров, которые были развешены на улицах американских городов.
Специально для показа в Великобритании канал E4 снял проморолик, в съёмках которого приняли участие все звёзды сериала, кроме АнныЛинн МакКорд и взрослого каста (Роба Эстеса, Лори Локлин и Джессики Уолтер). В качестве саундтрека была использована песня «Beverly Hills» в исполнении популярной группы Weezer. Ролик можно посмотреть на сайте YouTube, а фото со съёмок были размещены на официальном английском сайте сериала. Кроме того, в Англии шоу анонсировалось со слоганом «The. Hottest. ZipCode».
По мере выхода новых эпизодов первого и второго сезонов, канал выпускал полноценные постеры для многих эпизодов шоу, однако в следующих сезонах авторы довольствовались лишь использованием промокадров с наложенными на них логотипом шоу и информацией о выходе эпизода. Новые кадры и промофото появлялись на официальном сайте за несколько дней до выхода следующего эпизода. Кроме того, в период выхода более поздних эпизодов шоу многие поклонники на американских и российских форумах выражали негодование по поводу того, что в сети не появлялись промофото актёров для третьего и четвёртого сезонов — в большинстве промоматериалов были использованы обработанные версии фото для второго сезона. Также это заметно при взгляде на обложки лицензионных DVD-изданий третьего и четвёртого сезонов шоу, где отсутствовали Джиллиан Зинцер и Тревор Донован, а Анна-Линн МакКорд вновь стоит в центре на фото.

### Благотворительность
14 марта 2009 года, актёры приняли участие в строительстве домов для нуждающихся семей в рамках программы одной из крупнейших благотворительных организаций Habital For Humanity. На строительстве появились Роб Эстес, Дастин Миллиган, Джессика Строуп, Адам Грегори, Шеней Граймс и Тристан Уайлдз. Примечательным также стал тот факт, что они строили сотый дом, созданный при поддержке программы. Кроме того, строительство в городе Пакойма, штат Калифорния, было показано в эпизоде сериала, вышедшего 14 апреля — по сюжету старшеклассники школы «Западного Беверли» помогали со строительством во время весенних каникул. 6 октября 2009 года на стройке в Пакойме появился также и Тревор Донован вместе со звездой сериалов «Мелроуз-Плейс», Томасом Калабро. По плану, в этом районе должны быть построены 61 дом, 20 из которых на тот момент уже были заселены.
Начиная с 2007 года автомобильная компания Ford объединила усилия с организацией Susan G. Komen For The Cure, основав программу под названием «Круг обещаний» (англ. Circle Of Promise) для борьбы с раком груди среди африканского и американского женского населения. В рамках программы компанией Ford было произведено более 2,5 тысяч автомобилей. Джессика Строуп (Эйрин Сильвер) и Дженни Гарт (Келли Тейлор) вступили в программу фонда по борьбе с раком груди. Джессика Строуп выступила с видеообращением к молодым девушкам, напоминая о возможности развития рака груди и борьбе с болезнью на ранних стадиях — поэтому врачи считают крайне важным проходить периодические проверки на заболевание. Дженни Гарт также стала лицом кампании, появившись вместе со своей экранной сестрой Джессикой Строуп на различных постерах и баннерах.
В 2009 году Анна-Линн МакКорд приняла участие в акции Raise Hope For Congo, являющейся частью благотворительного проекта Enough Project. В видеоролике «Young Hollywood Speaks Up For Congo» вместе с другими молодыми актёрами и музыкантами рассказывает о причинах вооружённого конфликта в Конго, прекращение которого является главной целью проекта. Дженни Гарт присоединилась к фонду PETA в рамках компании «Save The Seals», направленную на прекращение истребления детёнышей морских котиков с цель получения ценного меха.
Во время эпизодов третьего сезона, в которых Тэдди Монтгомери в исполнении Тревора Донована, чувствует давление из-за своей сексуальной ориентации, чтобы поддержать молодых людей, проходящих через такие жизненные трудности, которые часто приводят к попыткам суицида, Донован присоединился к проекту Дэна Сэваджа It Gets Better и снялся в небольшом ролике: «Это не новые проблемы нашего общества, но впервые они озвучены перед всей страной в таком масштабе!» — говорит Донован. «В подобному шоу, которое может позволить себе быть честным, мы поднимаем проблемы, которые больше не могут умалчиваться».
Вернувшись со своими коллегами из Японии, куда они ездили для продвижения сериала, актриса Шеней Граймс организовала фонд Spread The Heart в поддержку жертв цунами. К ней присоединились многие знаменитости, включая её коллег по сериалу: Джессику Строуп, Тристана Уайлдза, Майкла Стэгера и АннуЛинн МакКорд.
8 июня 2012 года Тревор Донован принял участие в 23-м ежегодном благотворительном пикнике Фонда Элизабет Гласер по изучению педиатрического СПИДа, где на нужды фонда было собрано около 1 млн долларов.

### Закрытие сериала
Впервые вопрос о продлении шоу был прокомментирован президентом канала, Марком Педовитцем 13 января 2013 года — тогда он сказал, что решение ещё не принято, но намекнул, что самый оптимальный вариант развития — продление сериала на последний, неполный шестой сезон. Так ранее было с другими долгожителями канала — драмами «Холм одного дерева» и «Сплетница». Мэтт Лантер в интервью для «Bullet» сказал: «Пока никто не знает, вернётся ли шоу в следующем сезоне. Сейчас мы проходим через круги Ада, находясь в ожидании… Думаю, если мы вернёмся в шестом сезоне, персонажей ждут важные изменения».
28 февраля 2013 года Педовитц, официально объявил о закрытии сериала, а последний эпизод сериала будет показан 13 мая 2013 года. Решение это связано с катастрофически низкими рейтингами, средние показатели которых за эпизод добрались до отметки чуть больше 500 тысяч зрителей. В интервью для журнала US Weekly Марк сказал: «Канал The CW провёл пять замечательных лет вместе с любимым индексом Америки — 90210. Я хотел бы поблагодарить талантливых актёров, продюсеров и съёмочную группу за их тяжёлый труд и преданность сериалу. Мы очень гордимся нашими выпускниками Западного Беверли». По сообщению ресурса TV Line, возможно перед выходом последнего эпизода зрители увидят эпизод-ретроспективу.
1 марта 2013 года снимали финальную сцену шоу, а последний съёмочный день выпал на 6 марта. Перед финальной серией был показан документальный фильм-ретроспектива под названием «90210 4ever», содержащий интервью с создателями шоу.

### Возможные сюжетные линии
В интервью для журнала «OK!» Мэтт Лантер рассказал, что в тот момент, когда стало известно о закрытии шоу, готовились к съёмкам другого финала сезона, в котором сюжет переносится на 5 лет в будущее: Лиам выходит из тюрьмы, и его забирает Наоми, которая представляется его женой. Кроме того, вскоре после закрытия сериала, АннаЛинн МакКорд выложила на сайте YouTube своё видение финала истории Наоми Кларк — в нём Наоми воссоединяется со своим мужем Максом.
Также известны некоторые альтернативные сюжетные линии других сезонов: в частности, в финале первого сезона погибал персонаж — вероятно, ученик или сотрудник школы Западного Беверли-Хиллз, так как в официальных спойлерах говорилось о том, что траурная церемония проводилась в школе, а авторы намекали, что сериал покинут два персонажа-школьника. Также начальный вариант развития сценария второго сезона предполагал, что это не Энни сбила бездомного, её подставили, заставив верить в свою виновность — Тэдди Монтгомери, который нашёл тело был причастен к этой истории.

## Реакция

### Отзывы критиков
В большинстве отзывов сериалу давались смешанные оценки. Средний показатель сайта Metacritic, основанный на обзорах 12 выбранных обозревателей, вывел оценку в 46 баллов из 100 возможных.
Мэттью Гилберт из The Boston Globe сказал, что как и пилотный эпизод оригинального шоу, премьера спин-оффа «оказалась неплохой». По его мнению, эпизод стал «ярким представителем типичного набора проблем подросткового жанра», которые в других шоу были отображены интересней. Он также высказался негативно в адрес сценаристов, назвав сюжет «банальным» и раскритиковав их за сцену с оральным сексом. В персонажах, как отмечает Гилберт, отсутствует глубина, особенно это заметно в Наоми, которая напомнила ему Блэр Уолдорф из сериала «Сплетница». Противоположную оценку персонажу дал Том Глиатто из журнала People, отметив, что Наоми «стала одной из самых ярких и интересных героинь нового сезона». Но Глиатто также отметил, что «молодому актёрскому составу ещё есть над чем работать». Роб Оуэн из Pittsburgh Post-Gazette сравнил пилоты оригинала и спин-оффа и пришёл к выводу, что сюжет нового шоу, в общем-то, повторяет все идеи классики телевидения, хотя в новой версии больше юмора. Оуэн назвал диалоги «умными», а персонажей «интересными», оценив также актёрскую игру.
Реакция критиков на второй сезон была более благосклонной. Журнал Entertainment Weekly поставил шоу оценку «5-», а критик даже сказал, что, «похоже, калифорнийское солнце наконец помогло достигнуть этому шоу нужного накала страстей», а новые («более жизненные») сюжетные линии предлагают зрителям глоток свежего воздуха после «мутного» первого сезона. ЛаДэйл Андерсон в Canyon News также отметил разницу между первым и вторым сезонами — «перемены просто поразительны! — в хорошем смысле. Удивительно, как средненькое по своему содержанию телешоу вдруг может стать сенсацией! И самое главное — персонажи не одномерны». Андерсон также отметил мастерство сценаристов, благодаря которым «все сюжетные линии гармонично взаимодействуют друг с другом».

### Рейтинги
Рейтинг сезона составлен на основе статистических данных, полученных от канала The CW. В таблице указано время трансляции в США в восточной временной зоне. Показатель центральной временной зоны на час меньше (8/7c и 9/8c для данного шоу).
| Сезон | Время показа                          | Кол-во эпизодов | Премьера              | Премьера                | Финал            | Финал                   | ТВ-сезон  | Место в годовой таблице | Кол-во зрителей (в млн) | Демо-рейтинг (в категории от 18 до 49) |
| Сезон | Время показа                          | Кол-во эпизодов | Дата                  | Кол-во зрителей (в млн) | Дата             | Кол-во зрителей (в млн) | ТВ-сезон  | Место в годовой таблице | Кол-во зрителей (в млн) | Демо-рейтинг (в категории от 18 до 49) |
| ----- | ------------------------------------- | --------------- | --------------------- | ----------------------- | ---------------- | ----------------------- | --------- | ----------------------- | ----------------------- | -------------------------------------- |
| 1     | Вторник, 20:00 Вторник, 21:00         | 24              | 2 сентября 2008       | 4,65                    | 19 мая 2009      | 2,00                    | 2008-2009 | #172                    | 2,24                    | 0,8                                    |
| 2     | Вторник, 20:00                        | 22              | 8 сентября 2009 года  | 2,56                    | 18 мая 2010 года | 1,60                    | 2009-2010 | #137                    | 1,82                    | 0,9                                    |
| 3     | Понедельник, 20:00                    | 22              | 13 сентября 2010 года | 1,96                    | 16 мая 2011 года | 1,64                    | 2010-2011 | #223                    | 1,72                    | 0,9                                    |
| 4     | Вторник, 20:00                        | 24              | 13 сентября 2011 года | 1,61                    | 15 мая 2012 года | 0,98                    | 2011-2012 | #186                    | 1,54                    | 0,8                                    |
| 5     | Понедельник, 20:00 Понедельник, 21:00 | 22              | 8 октября 2012 года   | 0,94                    | 13 мая 2013 года | 0,51                    | 2012-2013 | #147                    | 1,15                    | 0,6                                    |

Премьера сериала в США собрала у экранов 4,65 миллионов зрителей, а в Великобритании серию на канале E4 посмотрели 468 тысяч людей. Эпизод оказался самым рейтинговой серией первого сезона, а также самым рейтинговым эпизодом всего сериала.
Первый эпизод второго сезона посмотрели 2,56 млн с рейтингом 1.3 среди взрослой аудитории в категории 18-49, с возросшими на 18 % показателями по сравнению с финалом первого сезона, однако это на 50 % меньше, чем результаты, показанные премьерным эпизодов шоу. Несмотря на падение рейтингов после трёхмесячного перерыва, сериал занял #1 строчку по просмотрам в системе DVR в категории 18-49 в период с 22 по 28 марта, с ростом рейтинга до 1.1. Периодически показатели рейтинга DVR возрастали вдвое по сравнению с телевизионными рейтингами. По словам продюсеров канала The CW эти показатели стали основной из причин продления шоу на четвёртый сезон.
Премьеру третьего сезона посмотрели лишь 1,96 млн зрителей в США — рейтинг составил 0.9 в категории 19-49 среди взрослой аудитории. Одиннадцатый эпизод стал самым просматриваемым в сезоне — рейтинг в категории 18-49 составил 1.1, 1.4 в категории 18-34, а также 2.1 в основной женской аудитории в категории 18-34. Всего эпизод посмотрели 2,18 млн зрителей. В Великобритании эпизод «Mother Dearest» посмотрели 548 тысяч зрителей, собрав большую аудиторию по сравнению с премьерой сезона.
Начало четвёртого сезона привлекло 1,61 млн зрителей и стал самым успешным эпизодом за период 2011—2012 годов; финал четвёртого сезона посмотрели 0,98 млн.
Премьера пятого сезона привлекла 0,94 млн зрителей — в среднем на 40 тысяч человек меньше, чем весенний финал 2012 года.

### Награды и номинации
| Год  | Премия                          | Номинация                                                                | Номинант                | Результат |
| ---- | ------------------------------- | ------------------------------------------------------------------------ | ----------------------- | --------- |
| 2009 | People's Choice Awards          | Любимая новая ТВ-драма                                                   | 90210: Новое поколение  | Номинация |
| 2009 | Prism Awards                    | Сюжетная линия в драматическом сериала                                   | 90210: Новое поколение  | Номинация |
| 2009 | Prism Awards                    | Лучшее исполнение в сюжетной линии драматического сериала                | Джессика Лаундс         | Номинация |
| 2009 | Teen Choice Awards              | Выбор: ТВ-драма                                                          | 90210: Новое поколение  | Номинация |
| 2009 | Teen Choice Awards              | Шоу-прорыв                                                               | 90210: Новое поколение  | Номинация |
| 2009 | Teen Choice Awards              | Выбор: ТВ-актёр                                                          | Дастин Миллиган         | Номинация |
| 2009 | Teen Choice Awards              | Женская роль-прорыв                                                      | АннаЛинн МакКорд        | Номинация |
| 2009 | Teen Choice Awards              | Звёздный ТВ-прорыв                                                       | Тристан Уайлдз          | Номинация |
| 2009 | Teen Choice Awards              | Лучшие ТВ-родители                                                       | Роб Эстес и Лори Локлин | Номинация |
| 2009 | ASCAP Award                     | Лучший телесериал                                                        | Лиз Фэр и Марк Дауэр    | Победа    |
| 2010 | Young Hollywood Awards          | Блестящее исполнение роли молодой актрисой                               | Джессика Строуп         | Победа    |
| 2010 | Breakthrough Of The Year Awards | Выдающееся исполнение роли                                               | АннаЛинн МакКорд        | Победа    |
| 2010 | TV Choice Awards                | Лучший драматический сериал                                              | 90210: Новое поколение  | Номинация |
| 2010 | Teen Choice Awards              | Выбор: ТВ-драма                                                          | 90210: Новое поколение  | Номинация |
| 2010 | Teen Choice Awards              | Звезда эпизода                                                           | Шеней Граймс            | Номинация |
| 2010 | Teen Choice Awards              | Лучшие ТВ-родители                                                       | Роб Эстес и Лори Локлин | Номинация |
| 2010 | Teen Choice Awards              | Выбор: ТВ-актёр                                                          | Тристан Уайлдз          | Номинация |
| 2010 | Young Artist Award              | Лучшее исполнение роли в сериале — актёры младше 13 лет                  | Райли Томас Стюарт      | Номинация |
| 2011 | ALMA Award                      | Лучший ТВ-актёр в роли второго плана                                     | Тристан Уайлдз          | Номинация |
| 2012 | Prism Awards                    | Сюжетная линия в драматическом сериале (Наркозависимость Диксона)        | Тристан Уайлдз          | Номинация |
| 2012 | Prism Awards                    | Исполнение мужской роли в сюжетной линии драматического сериала          | Тристан Уайлдз          | Номинация |
| 2012 | Prism Awards                    | Сюжетная линия в драматическом сериале (Биполярное расстройство Сильвер) | Джессика Строуп         | Номинация |
| 2012 | Prism Awards                    | Исполнение женской роли в сюжетной линии драматического сериала          | Джессика Строуп         | Номинация |

## Продукция

### Саундтрек
13 октября 2009 года лейбл CBS Records выпустил первый и на данный момент единственный официальный саундтрек к сериалу. Вопреки ожиданиям многих, альбом не включал в себя песни из первого сезона, а является подборкой треков из второго, и на момент выхода сборника некоторым композициям ещё только предстояло появиться в будущих эпизодах шоу. Также некоторые композиции вышли впервые именно на этом сборнике. Кроме того, в качестве синглов на iTunes под брендом «90210» выпускались некоторые песни Джессики Лаундс и Тристана Уайлдза, прозвучавшие в сериале.

### Игра для мобильного телефона
1 марта 2011 года в продажу поступила официальная игра «90210: The Mobile Game», разработанная компанией «Hands-On Entertainment». Игре присвоен рейтинг «Детям старше 12-ти». Игра разработана для трёх операционных систем iOS, Android и BlackBerry. Начальная стоимость — $1.99.

### Косметика и одежда
Компания OPI выпустила коллекцию лаков для ногтей с логотипом сериала. Серия включает три наименования — как заявляет промобаннер продукции, «выбор цветов и названий основан на концепции персонажей нового сериала канала The CW!»:
- Сильвер: Королева западной Сети (англ. Silver: Queen of West Web-erly)
- Энни: Прелестно, как и всё, связанное с нею (англ. Annie: Sweet as Annie-thing!)
- Наоми: Богатая и избалованная (англ. Naomi: Pretty & Privileged)

Также официальный сайт сериала предлагает поклонникам зайти в раздел CW TV Store и приобрести любой предмет (одежды, ювелирного искусства или средств по уходу за кожей и пр.), который они видели в эпизодах сериала. Официальный сайт CBS также предлагает различную официальную продукцию — одежду, посуду, косметику и DVD — с логотипами сериала.

### Сериал на DVD
| Сезон                                | Регион 1             | Регион 2             | Регион 4           | Количество дисков                     | Дополнения |
| ------------------------------------ | -------------------- | -------------------- | ------------------ | ------------------------------------- | --- |
| 1 Возрастные ограничения: PG-15 (UK) | 11 августа 2009 года | 17 августа 2009 года | 7 апреля 2011 года | 6 (24 эпизода) Общее время: 960 мин.  | Комментарии к некоторым эпизодам Декорации: Западный Беверли / «Косточка» / Дом Табиты Музыка сериала День из жизни Райана Эгголда Правила поведения Мода сериала Создание сериала |
| 2 Возрастные ограничения: PG-12 (UK) | 24 августа 2010 года | 6 сентября 2010 года | 21 июля 2011 года  | 6 (22 эпизода) Общее время: 869 мин.  | Комментарии актёров к некоторым эпизодам Комментарии продюсеров к некоторым эпизодам Новые лица, те же драмы Декорации сериала Команда по сёрфингу Пляжный клуб Адрианна и Навид Главные события 2 сезона                                                                                    |
| 3 Возрастные ограничения: PG-15 (UK) | 30 августа 2011 года | 15 августа 2011 года | 18 июля 2012 года  | 6 (22 эпизода) Общее время: 913 мин.  | Комментарии актёров к некоторым эпизодам Каминг-аут Удалённые сцены На съёмочной площадке с Майклом Стэгером и Мэттом Лантером В компании с художником сериала, Кайм Буззелли Свадьба в стиле «90210» Главные события 3 сезона: Выпускной год                                                |
| 4 Возрастные ограничения: PG-12 (UK) | 2 октября 2012 года  | 1 октября 2012 года  | 6 марта 2013 года  | 6 (24 эпизода) Общее время: 1003 мин. | Комментарии актёров к некоторым эпизодам Грим и стиль сериала Студенческий союз Декорации: Квартира Диксона / Бар Лиама / Особняк Наоми Главные события 4 сезона: Первокурсники Музыкальный клип «I Don’t Want You Anymore» Музыка сериала Удалённые сцены Неудачные дубли                   |
| 5 Возрастные ограничения: PG-12 (UK) | 8 октября 2012 года  | 14 октября 2013 года | TBA                | 5 (22 эпизода) Общее время: 914 мин.  | Комментарии актёров к некоторым эпизодам Удалённые сцены Декорации: Квартира Сильвер / Обновлённый «Offshore» Неудачные дубли Новые лица: кастинг 90210 Обзор сезона: второй год колледжа Со страниц сценария на экран: Портрет молодой девушки по вызову Эпизод-ретроспектива «90210 4Ever» |

В России на DVD сериал официально не издавался.